# Alison (Dungog Shire, New South Wales)
Alison ist ein ländlicher Ort in New South Wales, Australien.

## Geographie
Alison wird vom Dungog Shire verwaltet. Der Ort ist etwa 169 km nördlich vom Stadtzentrum Sydneys entfernt und liegt direkt an der Ostgrenze von Dungog. Beide Orte werden durch den Williams River geteilt. Mit 5 Einwohnern/km² ist der Ort sehr dünn besiedelt.

## Demographie
Mit Stand von 2021 hatte Alison 99 Einwohner, von denen 93 die australische Staatsangehörigkeit besaßen. 4 Personen im Ort waren Aborigines.
Insgesamt 3 Menschen aus Alison wurden in England geboren. 
Das Medianalter lag bei 53 Jahren. Das mittlere Einkommen pro Person betrug 792 Australische Dollar, das mittlere Haushaltseinkommen lag bei 1375 AUD, womit es zu den niedrigeren Haushaltseinkommen im landesweiten Vergleich (1746 AUD) zählte.